# Bombardier Electrostar
Bombardier Electrostar (до 2001 року продавався як ADtranz Electrostar) — серія пасажирських електричних поїздів (EMU), вироблених Bombardier Transportation (раніше ADtranz) на заводі Derby Litchurch Lane Works в Англії в 1999 — 2017 рр. найпоширеніший новий тип EMU у Великій Британії після приватизації British Rail з низкою варіантів. 
Потяги Electrostar найчастіше зустрічаються на приміських маршрутах з великою кількістю пасажирів у Лондоні; і на магістральних лініях з півдня Лондона до Суррея та південного узбережжя, на схід до Ессекса, і на північ до Кембриджа та аеропорту Станстед.
Модель має той самий кузов, що й Bombardier Turbostar, що є найпоширенішою серією дизель-поїздів після приватизації (DMU); обидва розроблені на базі British Rail Class 168 від ADtranz. 
Платформи «Turbostar» і «Electrostar» мають модульну конструкцію, що мають однакову базову структуру кузова і основну структуру, оптимізовані для швидкого виготовлення та простого обслуговування. 
Звичайна нижня рама, створена шляхом шовного зварювання ряду алюмінієвих сплавів, покрита панелями кузова і має цільний дах, виготовлений з екструдованих секцій. 
Торці вагонів (кабіни) виготовлені зі склопластику і сталлю, і кріпляться болтами до основи кузовів вагонів. 
Компоненти підрамника зібрані в «плоти», які кріпляться болтами в прорізи підрамника. 
Корпус з переважно алюмінієвого сплаву забезпечує малу вагу, що сприяє прискоренню та енергоефективності.
Electrostar був обраний для використання в системі Гаутреїн у Південній Африці, новій залізниці між Йоганнесбургом, Преторією та міжнародним аеропортом Йоганнесбург-О.Р.Тамбо. 
Потяги були зібрані Union Carriage & Wagon у Південній Африці з компонентів, виготовлених в Дербі. 

Transport for London (TfL) оголосив у серпні 2006 року, що замовив 48 три- та чотиривагонних поїздів Electrostar для London Overground. Вони були класифіковані Network Rail як клас British Rail Class 378 і введені в експлуатацію в 2009 році, щоб замінити потяги класу British Rail Class 313 і класу British Rail Class 508 на Північнолондонській і Західнолондонській лініях, а також для нового розширення, Східнолондонської лінії у 2010 році. 

У 2009 році було замовлено 30 чотиривагонних одиниць класу British Rail Class 379, призначених для використання National Express East Anglia (тепер під орудою Greater Anglia) на рейсах Станстед-Експрес і West Anglia Main Line. 

Виробництво поїздів закінчилося в 2017 році, коли в Дербі було завершено будівництво № 387174 для «Great Western Railway».
 
Серія була замінена Bombardier Aventra.

## Варіації
| Серія                | Фото | Оператор                                                 | В дії | Кількість | Живлення                            | Кількість вагонів | Пасажирський перехід в кінці транспортного засобу | Зауваження                                                     |
| -------------------- | --- | -------------------------------------------------------- | ----- | --------- | ----------------------------------- | ----------------- | ------------------------------------------------- | -------------------------------------------------------------- |
| 357 Electrostar      | Baureihe 357 im Einsatz bei c2c im Osten Londons | c2c                                                      | 1999  | 74        | 25 kV/50 Hz Контактна мережа        | 4                 | Немає                                             |                                                                |
| 375 Electrostar      | Baureihe 375 | Southeastern                                             | 1999  | 112       | Подвійна система/ 750 V Третя рейка | 3 або 4           | Є                                                 |                                                                |
| 375 Electrostar      | Baureihe 375 | Southeastern                                             |       |           |                                     |                   |                                                   |                                                                |
| 376 Electrostar      | Baureihe 376 von Southeastern | Southeastern                                             | 2004  | 36        | 750 V третя рейка                   | 5                 | Немає                                             |                                                                |
| 376 Electrostar      | Baureihe 376 von Southeastern | Southeastern                                             |       |           |                                     |                   |                                                   |                                                                |
| 377 Electrostar      | Baureihe 377 von Southern in West Brompton · Baureihe 377 in London Victoria | Southern Southeastern                                    | 2002  | 239       | Подвійна система/ 750 V Третя рейка | 3, 4 або 5        | Є                                                 | Модернізовано 214 поїздів Govia Thameslink Railway (Southern). |
| 377 Electrostar      | Baureihe 377 von Southern in West Brompton · Baureihe 377 in London Victoria | Southern Southeastern                                    |       |           |                                     |                   |                                                   | Модернізовано 214 поїздів Govia Thameslink Railway (Southern). |
| 378 Capitalstar      | Baureihe 378 Capitalstar in Canonbury | London Overground                                        | 2008  | 57        | Подвійна система/ 750 V Третя рейка | 5                 | тільки в екстрених випадках                       |                                                                |
| 378 Capitalstar      | Baureihe 378 Capitalstar in Canonbury | London Overground                                        |       |           |                                     |                   |                                                   |                                                                |
| Gautrain Electrostar | Gautrain | Gautrain                                                 | 2010  | 24        | 25 kV/50 Hz Контактна мережа        | 4                 | Немає                                             |                                                                |
| Gautrain Electrostar | Gautrain | Gautrain                                                 |       |           |                                     |                   |                                                   |                                                                |
| 379 Electrostar      | Abellio Greater Anglia betreibt diesen Achtwagenzug aus Electrostar der Baureihe 379 als Stansted Express. Seit 2020 sind stattdessen FLIRT UK der Baureihe 745 im Einsatz. | Greater Anglia                                           | 2010  | 30        | 25 kV/50 Hz Контактна мережа        | 4                 | Ja                                                |                                                                |
| 379 Electrostar      | Abellio Greater Anglia betreibt diesen Achtwagenzug aus Electrostar der Baureihe 379 als Stansted Express. Seit 2020 sind stattdessen FLIRT UK der Baureihe 745 im Einsatz. | Greater Anglia                                           |       |           |                                     |                   |                                                   |                                                                |
| 387 Electrostar      | Ein angemieteter Electrostar der Baureihe 387 für Dienste der Great Northern von London King's Cross nach Norden ist neben einer EMD-Diesellokomotive der Baureihe 66 zu sehen. · Baureihe 387 in Gatwick-Express-Lackierung · Ein Electrostar der Baureihe 387 der GWR hält in Ealing Broadway. Im Hintergrund ist ein S7-Zug der District Line zu sehen. | c2c Great Northern Gatwick Express Great Western Railway | 2014  | 107       | Подвійна система                    | 4                 | Ja                                                | 56 поїздів GTR (Great Northern і Gatwick Express) оновлені.    |
| 387 Electrostar      | Ein angemieteter Electrostar der Baureihe 387 für Dienste der Great Northern von London King's Cross nach Norden ist neben einer EMD-Diesellokomotive der Baureihe 66 zu sehen. · Baureihe 387 in Gatwick-Express-Lackierung · Ein Electrostar der Baureihe 387 der GWR hält in Ealing Broadway. Im Hintergrund ist ein S7-Zug der District Line zu sehen. | c2c Great Northern Gatwick Express Great Western Railway |       |           |                                     |                   |                                                   | 56 поїздів GTR (Great Northern і Gatwick Express) оновлені.    |